# 出口竜正
出口 竜正（でぐち りゅうせい、1月22日 - ）は、日本の漫画家。
石川県金沢市出身。石川県立金沢二水高等学校、大阪府立大学工学部航空宇宙工学科卒業。
現在は赤羽在住。
1987年、第33回手塚賞準入選（『荒鷲の伝説』、庵老竜正名義）、第26回赤塚賞佳作、第35回手塚賞佳作。
代表作に『命～紅の守護神～』など。
戦闘機マニアとしても知られ、航空宇宙系同人誌即売会東京とびもの学会で同人誌を販売している。2010年12月17日放送のタモリ倶楽部で「東京とびもの学会2010」が取り上げられた際に出演した。
2010年、赤松健と共に株式会社Jコミを立ち上げる。

## 作品リスト
- 命～紅の守護神～（マガジンSPECIAL、全5巻）
- アベノ橋魔法☆商店街（月刊マガジンZ、全2巻）
- 女大太郎（マガジンSPECIAL、全6巻）
- ドールガン（週刊少年チャンピオン、全9巻）

## アシスタント歴
- 今泉伸二（神様はサウスポー・チェンジUP）
- 原哲夫（花の慶次）
- 刃森尊（破壊王ノリタカ）など

## アシスタント仲間
- 巻来功士
- 森田まさのり
- 渡辺保裕
- 戸舘新吾